# Ninox
Ninox es un género de aves estrigiformes de la familia Strigidae, cuyos miembros son conocidos comúnmente por la castellanización nínox, recomendada por la SEO, habitan en Asia y Oceanía.

## Especies
Se reconocen las siguientes especies:
- Ninox rufa (Gould, 1846) – nínox rojizo;
- Ninox burhani Indrawan & Somadikarta, 2004 – nínox de las Togian;
- Ninox strenua (Gould, 1838) – nínox robusto;
- Ninox connivens (Latham, 1801) – nínox ladrador;
- Ninox rudolfi Meyer, AB, 1882 – nínox de Sumba grande;
- Ninox boobook (Latham, 1801) – nínox australiano;
- Ninox rotiensis Johnstone, RE & Darnell, JC, 1997 – nínox de Roti;
- Ninox fusca (Vieillot, 1817) – nínox de Timor;
- Ninox plesseni Stresemann, 1929 – nínox de Alor;
- Ninox novaeseelandiae (Gmelin, JF, 1788) – morepork;
- Ninox scutulata (Raffles, 1822) – nínox pardo;
- Ninox japonica (Temminck & Schlegel, 1844) – nínox japonés;
- Ninox randi Deignan, 1951 – nínox chocolate;
- Ninox obscura Hume, 1872 – nínox de Hume;
- Ninox affinis Beavan, 1867 – nínox de Andamán;
- Ninox philippensis Bonaparte, 1855 – nínox de Luzón;
- Ninox spilocephala Tweeddale, 1879 – nínox de Mindanao;
- Ninox mindorensis Ogilvie-Grant, 1896 – nínox de Mindoro ;
- Ninox spilonotus Bourns & Worcester, 1894 – nínox de Romblón;
- Ninox rumseyi Rasmussen et al., 2012 – nínox de Cebú;
- Ninox leventisi Rasmussen et al., 2012 – nínox de Camiguín;
- Ninox reyi Oustalet, 1880 – nínox de las Sulu;
- Ninox ochracea (Schlegel, 1866) – nínox ocráceo;
- Ninox ios Rasmussen, 1999 – nínox bermejo;
- Ninox squamipila (Bonaparte, 1850) – nínox moluqueño;
- Ninox hantu (Wallace, 1863) – nínox de la Buru;
- Ninox hypogramma (Gray, GR, 1861) – nínox de Halmahera;
- Ninox forbesi Sclater, PL, 1883 – nínox de las Tanimbar;
- Ninox natalis Lister, 1889 – nínox de la Christmas;
- Ninox theomacha (Bonaparte, 1855) – nínox papú;
- Ninox meeki Rothschild & Hartert, 1914 – nínox de la Manu;
- Ninox punctulata (Quoy & Gaimard, 1832) – nínox punteado;
- Ninox variegata (Quoy & Gaimard, 1832) – nínox de las Bismarck;
- Ninox odiosa Sclater, PL, 1877 – nínox de Nueva Bretaña;
- Ninox jacquinoti (Bonaparte, 1850) – nínox de las Salomón;
- Ninox sumbaensis Olsen, Wink, Sauer-Gürth & Trost, 2002 – nínox de Sumba chico.

## Etimología
Ninox es una combinación de dos epítetos latinos que significan lechuza gavilana. El gavilán es Accipiter nisus y la lechuza o mochuelo de Atenea es Athene noctua. De la combinación de nisus y noctua surgió Ninox.
En latín es una palabra femenina (Ninox punctulata, Ninox ochracea), pero la Sociedad Española de Ornitología optó por el masculino para el castellano (nínox punteado, nínox ocráceo).